# Con le donne non si scherza
Con le donne non si scherza è un film del 1941 diretto da Giorgio Simonelli.